# Adam Ondra
Adam Ondra (Brno, 5 de febrero de 1993) es un deportista checo que compite en escalada, especialista en las pruebas de dificultad y bloques.
Ganó once medallas en el Campeonato Mundial de Escalada entre los años 2009 y 2019, y nueve medallas en el Campeonato Europeo de Escalada entre los años 2010 y 2022.
Además de competir en escalada deportiva, también practica la escalada en roca. Fue el primer escalador en ascender una ruta de los grados de dificultad 9b+ y 9c.

## Biografía
Empezó a practicar el deporte de escalada con seis años. Desde 2007 participa en el circuito internacional de la IFSC. En 2009 disputó su primer Campeonato Mundial en categoría absoluta, quedando segundo en la prueba de dificultad. Se proclamó campeón del mundo en cuatro ocasiones, en 2014 (dificultad y bloques), en 2016 (dificultad) y en 2019 (dificultad), y campeón de Europa en 2019 (dificultad).
Participó en los Juegos Olímpicos de Tokio 2020, ocupando el sexto lugar en la clasificación final.

### Escalada en roca

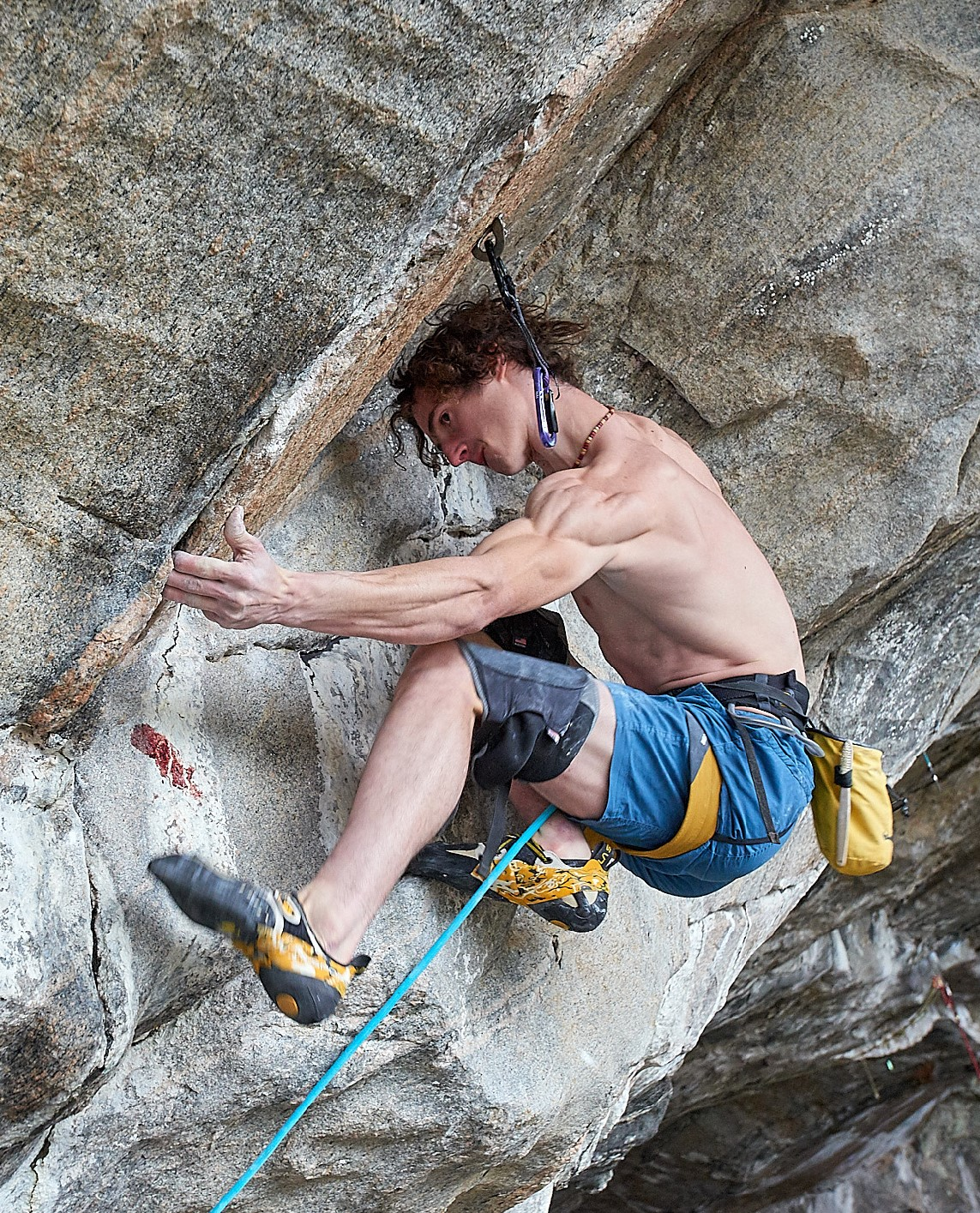
Adam Ondra en la ruta Silence de grado 9c (2017)

A la par de su trayectoria en escalada deportiva, ha competido en escalada en roca. En 2006, con trece años, logró escalar una ruta de grado 9a. Su primer ascenso de grado 9a+ lo consiguió en 2008, en la ruta La Rambla de Ciurana (España). En 2010 obtuvo su primer 9b, en la ruta Golpe de Estado de Ciurana.
En 2012 logró encadenar la primera ruta de grado 9b+, la ruta Change, en Flatanger, Noruega. Posteriormente, en 2013, consiguió otras dos rutas 9b+: el primer ascenso en La Dura Dura de Oliana (España) y en la ruta Vasil Vasil en Sloup (República Checa).
En 2017 se convirtió en el primer escalador en encadenar una ruta de dificultad 9c, la ruta Silence, en Flatanger.

## Palmarés internacional
| Campeonato Mundial | Campeonato Mundial           | Campeonato Mundial | Campeonato Mundial |
| Año                | Lugar                        | Medalla            | Prueba             |
| ------------------ | ---------------------------- | ------------------ | ------------------ |
| 2009               | Xining (China)               | Medalla de plata   | Dificultad         |
| 2011               | Arco (Italia)                | Medalla de plata   | Bloques            |
| 2011               | Arco (Italia)                | Medalla de bronce  | Dificultad         |
| 2012               | París (Francia)              | Medalla de bronce  | Dificultad         |
| 2014               | Gijón (España)               | Medalla de oro     | Dificultad         |
| 2014               | Múnich (Alemania)            | Medalla de oro     | Bloques            |
| 2016               | París (Francia)              | Medalla de oro     | Dificultad         |
| 2016               | París (Francia)              | Medalla de plata   | Bloques            |
| 2018               | Innsbruck (Austria)          | Medalla de plata   | Dificultad         |
| 2018               | Innsbruck (Austria)          | Medalla de plata   | Combinada          |
| 2019               | Hachioji (Japón)             | Medalla de oro     | Dificultad         |
| Campeonato Europeo |                              |                    |                    |
| Año                | Lugar                        | Medalla            | Prueba             |
| 2010               | Imst (Austria)               | Medalla de plata   | Dificultad         |
| 2010               | Innsbruck (Austria)          | Medalla de plata   | Bloques            |
| 2015               | Chamonix (Francia)           | Medalla de plata   | Dificultad         |
| 2015               | Innsbruck (Austria)          | Medalla de plata   | Bloques            |
| 2017               | Campitello di Fassa (Italia) | Medalla de plata   | Dificultad         |
| 2019               | Edimburgo (Reino Unido)      | Medalla de oro     | Dificultad         |
| 2022               | Múnich (Alemania)            | Medalla de oro     | Dificultad         |
| 2022               | Múnich (Alemania)            | Medalla de plata   | Combinada          |
| 2022               | Múnich (Alemania)            | Medalla de bronce  | Bloques            |